# 葉仁昌
葉仁昌（1957年－）筆名Solo-Man，台灣澎湖人，目前住在木柵的山邊。國立臺灣大學政治系博士畢業，國立臺北大學公共行政暨政策系退休教授、前行政院研考會專員。
曾於《曠野》、《校園》、《新新生命》與香港《中國神學研究院期刊》等雜誌期刊，以及《自立晚報》與《自由時報》發表有關宗教與社會之文章。
曾獲中政會頒傑出博士論文獎。
專長為政治思想史、政教關係、宗教社會學、財富與經濟倫理。

## 經歷
行政院研考會專員(1983-1985)

「曠野社」主席（1990）

## 著作
《近代中國的宗教批判──非基運動的再思》（1987，雅歌出版社）

《五四以後的反對基督教運動：中國政教關係的解析》〈1992，久大文化公司〉

《邁向台灣神學的建構》〈1992，校園書房出版社〉

《儒家的階層秩序論：先秦原型的探討》〈1996，瑞興圖書公司〉

《獨唱的男人——隨想手扎》〈2005，基督橄欖文化〉

## 網頁
獨唱的男人 （页面存档备份，存于）